# Whippany

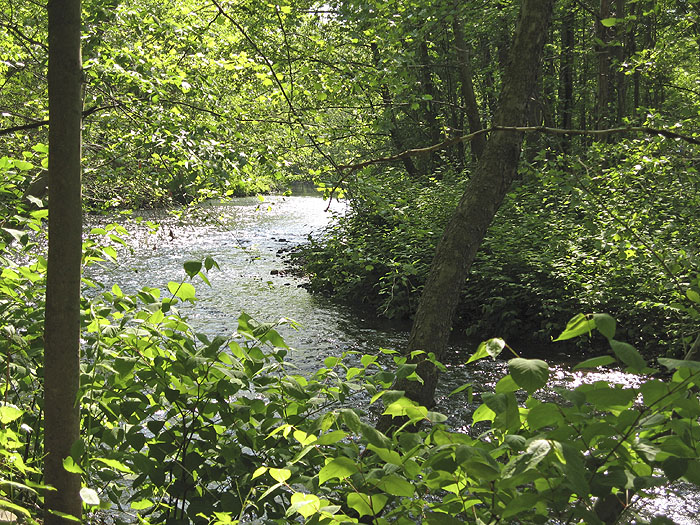
Whippany River, auf dem Gelände des Frelinghuysen Arboretum

Whippany Eisenbahnmuseum Hauptgebäude

Whippany Eisenbahnmuseum mit Blick auf die Gleisanlagen

Whippany im Bundesstaat New Jersey ist ein Census-designated place in Hanover Township in Morris County und umfasst 17,9 km². Die Stadt wird durch die New Jersey Route 10 mit dem Interstate 287 verbunden und liegt circa 30 km Luftlinie von Manhattan in New York City entfernt.

## Geschichte
Der Name Whippany stammt von amerikanischen Ureinwohnern, den Indianern. Sie nannten den Ort „Whippanong“, was „Ort, wo der Weidenbaum wächst“ bedeutet. Diese Bezeichnung leitet sich von den Bäumen am Whippany River ab. Whippany wurde bereits ein halbes Jahrhundert vor der Gründung der Stadtverwaltung von Morris County erwähnt und beherbergte die allererste Kirche in der heutigen Stadtverwaltung von Morris County.

## Wirtschaft und Infrastruktur
Im Jahr 1927 wurde erstmals durch technische Entwicklungen von Western Electric in den USA Fernsehen von Whippany aus nach New York City ausgestrahlt.
Seit dem Jahr 2013 befindet sich der US-Hauptsitz des deutschen Pharmakonzerns Bayer auf dem ehemaligen Gelände von Alcatel-Lucent an der Whippany Road und der New Jersey Route 10.

## Kultur
Whippany verfügt über ein Eisenbahnmuseum, das direkt an der New Jersey Route 10 liegt.